# 新致命者

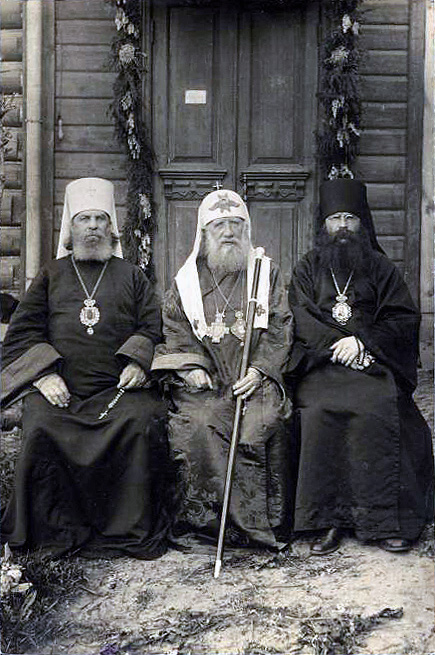
左：ペトル・クルティツキイ府主教（1937年銃殺）、中央：ティーホン総主教（1925年病没）、右：フェオドル・ポズデエフスキイ大主教（1937年銃殺）。1924年撮影。3人とも新致命者として列聖されている。

新致命者（しんちめいしゃ、ギリシア語: Νεομάρτυρες, ロシア語: Новомученики, 英語: New Martyr）とは、元来は正教会において異教の支配者の下で永眠した致命者に付されていた聖人の称号。後世になり、教会はイスラームの下での致命者や様々な近代の致命者、特に戦闘的無神論を掲げた共産主義による致命者達を新致命者のリストに加えた。公式には、新致命者の時代は1453年のコンスタンティノープルの陥落に始まる。この称号で記憶される聖人には、信仰のために生命を落としたもののみならず、表信者（信仰のために苦難を耐え忍んだ者）も含まれる。

## オスマン帝国における新致命者

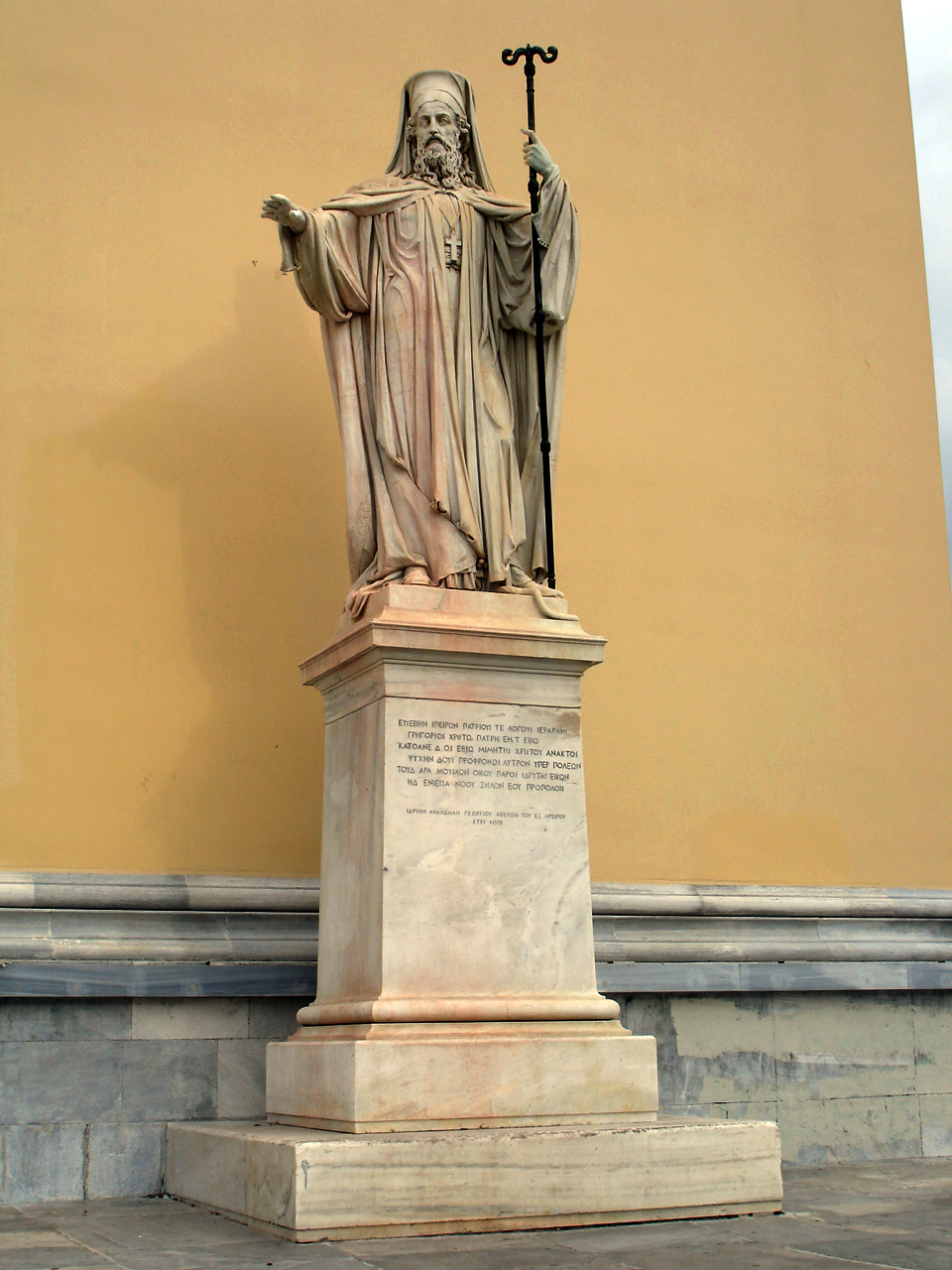
コンスタンディヌーポリ総主教グリゴリオス5世

1453年のコンスタンティノープルの陥落以降、新致命者として公式に列聖される致命者・聖人が現れている。ただし1453年以前にも、中東・アナトリア等において、イスラーム支配者から弾圧を受けた聖人は数多く存在した。また、バルカン半島諸国においてもオスマン帝国による弾圧の中で致命し、聖人として記憶されるものが多数いる。

## 20世紀の共産主義政権下での新致命者

### ソ連時代の弾圧

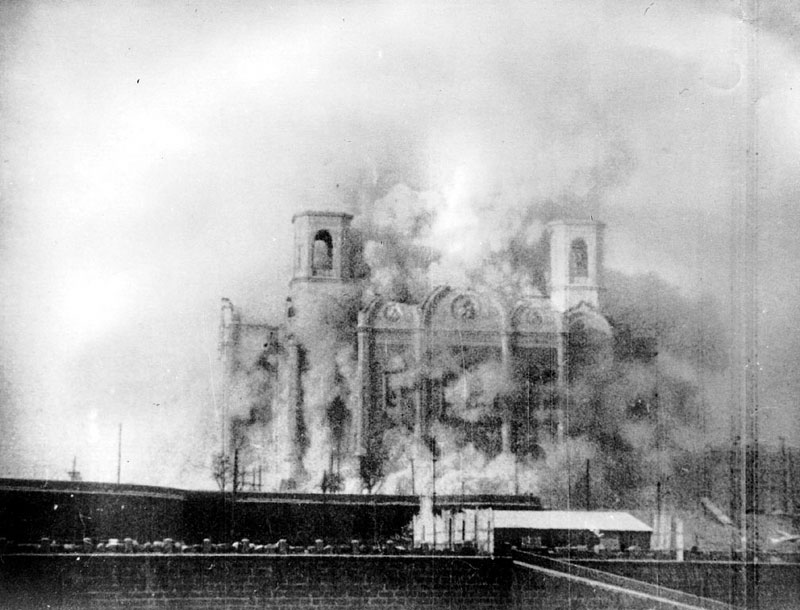
1931年、ソ連政府により爆破され崩れゆく、救世主ハリストス大聖堂

20世紀に入り、1917年のロシア革命によって無神論を奉じるソヴィエト政権が成立すると、ロシア正教会の多数の聖堂や修道院が閉鎖され、財産が没収された。後に世界遺産となるソロヴェツキー修道院は強制収容所に転用された。
教会側の対応は、ロシアに残って白軍に協力して共産主義勢力に抵抗する者や、ロシアに残って共産主義勢力に一定程度妥協する者、亡命する者、などに分かれたが、やがて共産主義に抵抗する者は白軍とともに一掃され、殺害されるか国外に亡命するかのいずれかに至った。
聖職者や信者が外国のスパイなどの嫌疑で逮捕され、また多数の者が処刑され致命した。日本正教会の京都主教を務めていたことのあるペルミの聖アンドロニクは、生き埋めにされた上で銃殺されるという特異な致命を遂げたことで知られている。ニコライ2世をはじめとする皇帝一家も銃殺刑に処された。
1921年から1923年にかけてだけで、主教28人、妻帯司祭2691人、修道士1962人、修道女3447人、その他信徒多数が処刑されたが、1918年から1930年にかけてみれば、およそ4万2千人の聖職者が殺され、1930年代にも3万から3万5千の司祭が銃殺もしくは投獄された。1937年と1938年には52人の主教のうち40人が銃殺された。
これらの犠牲者がソビエト連邦の崩壊後、新致命者として列聖されることとなった。2000年8月の時点でその列聖の対象者は860人を数えた。

### ニコライ2世一家の列聖についての見解
苛烈な宗教弾圧を行ったボリシェビキに殺害されたニコライ2世とその家族の列聖が20世紀末になって正教会により行われたが、その記憶する称号に「致命者」を付すかどうかについては見解の差が正教会内に存在する。
在外ロシア正教会はニコライ2世一家を1982年に致命者（Martyrs）として列聖している。これに対し、ロシア正教会は2000年8月、ニコライ2世一家を「受難を耐える者（ストラストチェールペツ、Passion-Bearers）」として列聖した。ニコライ2世一家の列聖の可否についてはロシア正教会内でも議論の的となった経緯があった。亡命者とその子孫を中心とする在外ロシア正教会は革命勢力に殺害された皇族の列聖に積極的であったが、ロシア正教会は在外ロシア正教会に比べて列聖には相対的に消極的であった。両教会の微妙な温度差がこうした別の称号で記憶することに結果している。
ただし、ロシア正教会のものも含め、新致命者のイコンにはニコライ2世一家が中心下方に描かれるのが普通である。